# Джон Слейдек
Джон Томас Слейдек (англ. John Thomas Sladek; 15 грудня 1937, Веверлі, Айова, США — 10 березня 2000,  Міннеаполіс, США) — британський та американський письменник-фантаст. В своїх творах активно використовував сатиру та сюрреалістичні елементи. Представник Нової хвилі в науковій фантастиці.

## Біографія
За професією інженер, з кінця 60-х років письменник. В 1960-х роках в Англії опублікував перше оповідання Нові Світи та приєднався до руху Нової хвилі. У творах знущається над безглуздою вірою у всемогутність і самостійність техніки. Однак, як матеріаліст, піддавав критично розглядав окультизм, псевдонауку, Лозоходство, гомеопатію, парапсихологію, Вічний двигун та уфологію.
Сладек повернувся з Англії до Міннеаполіса, штат Міннесота, у 1986 році, де жив до своєї смерті у 2000 році від легеневого фіброзу. Він був одружений двічі: з Памелою Сладек, шлюб з якою закінчився розлученням у 1986 році, і з Сандрою Ґюнтер, з якою одружився у 1994 році. Від першого шлюбу мав доньку.

### Романи
- The Reproductive System (друга назва Mechasm) (1968) — перший роман, що став бестселером
- «Ефект Мьоллера-Фокера» (англ. «The Müller-Fokker Effect»)  (1970)
- «Родерік» (англ. «Roderick»)  (1980)
- «Родерік на волі, або подальша освіта юної машини» (англ. «Roderick at Large: or, Further Education of a Young Machine»)  (1983)
- «Тік-так[en]» (англ. «Tik-Tok (novel)»)  (1983)
- Love Among the Xoids (1984)
- Bugs (1989)
- Blood and Gingerbread (1990)
- Wholly Smokes (2003)

### Збірки оповідань
- The Steam-Driven Boy and other Strangers (1973)
- Keep the Giraffe Burning (1977)
- The Best of John Sladek (1981)
- Alien Accounts (1992)
- The Lunatics of Terra (1984)
- The Book of Clues (1984)

### Разом ізТомасом Дішом
- The House that Fear Built (1966)
- Black Alice (1968)